# Halowe Mistrzostwa Europy w Lekkoatletyce 1970 – bieg na 800 m mężczyzn
Bieg na 800 metrów mężczyzn – jedna z konkurencji biegowych rozgrywanych podczas halowych lekkoatletycznych mistrzostw Europy w hali Stadthalle w Wiedniu. Eliminacje zostały rozegrane 14 marca, a bieg finałowy 15 marca 1970. Zwyciężył reprezentant Związku Radzieckiego Jewhen Arżanow. Tytułu z poprzednich igrzysk nie bronił Dieter Fromm z Niemieckiej Republiki Demokratycznej.

## Rezultaty

### Eliminacje
Rozegrano 2 biegi eliminacyjne, do których przystąpiło 12 biegaczy. Awans do finału dawało zajęcie jednego z trzech pierwszych miejsc w swoim biegu (Q). Skład finału uzupełniło dwóch zawodników z najlepszymi czasami wśród przegranych (q).
Opracowano na podstawie materiału źródłowego.
Bieg 1
| Miejsce | Zawodnik           | Czas   | Uwagi |
| ------- | ------------------ | ------ | ----- |
| 1       | Jewhen Arżanow     | 1:50,1 | Q     |
| 2       | Franz-Josef Kemper | 1:50,4 | Q     |
| 3       | Andrzej Kupczyk    | 1:50,5 | Q     |
| 4       | Noel Carroll       | 1:50,6 | q     |
| 5       | Jože Međimurec     | 1:51,3 | q     |
| 6       | Dimczo Deribejew   | 1:51,8 |       |

Bieg 2
| Miejsce | Zawodnik              | Czas   | Uwagi |
| ------- | --------------------- | ------ | ----- |
| 1       | Colin Campbell        | 1:51,7 | Q     |
| 2       | Juan Borraz           | 1:51,8 | Q     |
| 3       | Siergiej Kriuczok     | 1:51,9 | Q     |
| 4       | Ján Šišovský          | 1:52,0 |       |
| 5       | Nils-Erik Emilsson    | 1:52,6 |       |
| 6       | Gilbert Van Manshoven | 1:53,1 |       |

### Finał
Opracowano na podstawie materiału źródłowego.
| Miejsce | Zawodnik           | Czas   |
| ------- | ------------------ | ------ |
| 1       | Jewhen Arżanow     | 1:51,0 |
| 2       | Juan Borraz        | 1:51,9 |
| 3       | Jože Međimurec     | 1:51,9 |
| 4       | Franz-Josef Kemper | 1:51,9 |
| 5       | Andrzej Kupczyk    | 1:52,0 |
| 6       | Colin Campbell     | 1:52,0 |
| 7       | Noel Carroll       | 1:52,1 |
| 8       | Siergiej Kriuczok  | 1:54,0 |